# North Bonneville (Washington)
North Bonneville je grad u američkoj saveznoj državi Washington. Prema popisu stanovništva iz 2010. u njemu je živjelo 956 stanovnika.